# Le Cygne et la Princesse 3
Série Le Cygne et la Princesse
Le Cygne et la Princesse 2
(1997) Le Cygne et la Princesse : Un Noël enchanté
(2012)
Pour plus de détails, voir Fiche technique et Distribution.
Le Cygne et la Princesse 3 : Le Trésor enchanté ou La Princesse des Cygnes 3 : Et le mystère du trésor enchanté au Québec (The Swan Princess 3: The Mystery of the Enchanted Treasure) est un film d'animation américain réalisé par  Richard Rich, sorti en 1998.
Le film débute alors qu'au royaume d'Arthur et Juliette, on prépare un festival. Aldo compte bien remporter la course d'obstacle et Uberta tente de convaincre Melchior d'être son partenaire de tango pour le concours de talent. Mais c'est sans compter sur la méchante sorcière Zelda, une ancienne amie et disciple d'Albéric, jalouse de Juliette, qui séduit Melchior afin d'aller récupérer les notes d'Albéric gardées au château. Ces formules magiques permettraient à la méchante sorcière Zelda de recréer la source des pouvoirs du méchant enchanteur.
Basé sur le ballet Le Lac des cygnes de Tchaïkovski, il est la suite de Le Cygne et la Princesse (1994) et Le Cygne et la Princesse 2 (1997). Il est suivi par Le Cygne et la Princesse : Un Noël enchanté en 2012, Le Cygne et la Princesse : Une famille royale en 2014, Le Cygne et la Princesse : Aventures chez les pirates ! en 2016, Le Cygne et le Princesse : En mission secrète ! en 2017, Le Cygne et la Princesse : Un myZtère royal en 2018 et Le Cygne et la Princesse :  Le royaume de la musique en 2019.

## Synopsis
Dans le grand royaume de Juliette et Arthur, les préparatifs du festival d'été annuel, au cours duquel se dérouleront une course à l'obstacles et une compétition de danse. Mais, à leur insu, la perfide sorcière Zelda, qui était autrefois une collègue du terrible magicien Albéric, complote pour s'emparer des précieuses notes qui lui permettront de recréer le pouvoir des Arts Interdits, qui ont été détruites durant l'affrontement contre le sorcier Clavius (qui était lui aussi un ancien collègue de Albéric). Afin de savoir où les notes peuvent se cacher, la sorcière capture un yakey bleu, Croche-Patte, pour qu'elle devienne son espion et qu’il utilise ses compétences d’imitateurs pour récolter des informations utiles. Croche-Patte, effrayé par les menaces de Zelda, essaye de s’enfuir mais malgré ses pouvoirs limitées, Zelda peut créer des boules de feu pour qu’ils traque Croche-Patte partout aux cas où il chercherait à s’enfuir, il accepte et s'envole vers le château sur le lac. Ici, elle découvre que les notes sont secrètement gardées par Arthur, qui a menti à Juliette en lui disant qu'il les avait détruites pour toujours. Elle essaie de convaincre Arthur de s'en débarrasser mais Arthur est convaincu que les notes seront bénéfiques.
Après avoir été informée, Zelda se rend au château en faisant semblant d'être une demoiselle en danger, fuyant le royaume fantôme de "Chuten-Chuten-Dingdang", où elle était l'esclave d'un roi qui l'obligeait à jouer de l'accordéon sans interruption. Impressionné par son histoire tragique et ses avances flagrantes, Melchior tombe follement amoureux d'elle et l'invite à s'installer au palais, malgré les protestations de la reine Uberta (qui a l'intention de jouer un numéro de tango avec Melchior pour le concours de danse). Conquérant la confiance de Melchior, Zelda s’empare des clés de la pièce qui garde le coffret avec ses notes tant convoitées et s'enfuit dans la nuit. Cependant, arrivée dans son antre, la sorcière découvre avec une grande déception que la dernière page concernant le pouvoir de destruction a été arrachée, l'empêchant ainsi d'obtenir le pouvoir absolu des Arts Interdits. En rage, Zelda interroge à nouveau Croche-Patte qui lui révèle un nouveau détail : c'est Arthur qui a gardé le morceau manquant et l'a caché dans le château.
Furieuse, Zelda envoie une de ses boule de feu pour trouver Juliette, qui est capturée avec Aldo et conduite dans le trever de la sorcière, puis envoie Croche-Patte chez Arthur avec une demande de rançon : le fragment de la page en échange de la vie de la princesse. Bouleversé, Arthur récupère le fragment caché dans un livre de la bibliothèque et part pour le rendez-vous avec Zelda. Avant de pouvoir s'éloigner du château, Croche-Patte est capturé par Rapido et Anatole, qui avaient été impuissants témoins de l'enlèvement de Juliette et Aldo, et convaincu de prendre leur parti contre Zelda. Croche-Patte accepte et le groupe part pour aider Arthur.
Juliette, quant à elle, a réussi à se libérer, et tente de s'échapper avec les notes des Arts Interdits. Mais Zelda ne se laisse pas berner, et pour la punir, elle la transforme en cygne, puis l'enferme avec Jean-Bob dans un dôme de feu magique capable de désintégrer les deux à la moindre tentative d'évasion. Puis la sorcière prend l’apparence de Juliette et court à la rencontre d’Arthur, qui, ne soupçonnant rien, lui remet la partie manquante des notes. Avec le pouvoir absolu à sa disposition, Zelda reprend son ressence et retourne dans son antre, convaincue qu'elle a finalement triomphé. Dirigés par Croche-Patte, Arthur, Rapido et Anatole atteignent la grotte où Zelda se cache, essayant de lire les formules magiques pour acquérir les pouvoirs des Arts Interdits. Ils libère Juliette et Aldo du dôme de feu magique, Arthur et le groupe se préparent à affronter Zelda. Pour ne pas perdre de temps avec eux, Zelda, exploitant ses nouveaux pouvoirs, crée une boule de feu et l'envoie pour traquer et tuer Juliette : la princesse s'envole avec Anatole pour tenter d'échapper au sort mortel, tandis que Croche-Patte reste pour aider Arthur en imitant la voix d’Albéric, distrayant Zelda suffisamment longtemps pour qu’Arthur s'approche d'elle et attrape sa baguette magique. Dans le combat, la baguette se brise et Zelda, perdu l'équilibre, tombe sur le dôme de feu magique et est incinéré.
Avec la rupture de la baguette et la mort de Zelda, tous ses sorts disparaissent. Mais la boule de feu a, entre-temps, atteint et tué Juliette: désespéré, Arthur brûle enfin les notes des Arts Interdits, dans l'espoir que cela annule la dernière magie de Zelda. Et, comme par miracle, un cygne prend en forme des flammes, qui matérialise finalement Juliette, vivante. Le royaume est à nouveau en paix et en harmonie. Le festival se déroule de la meilleure façon et Aldo surprend tout le monde en remportant la course à obstacles et en recevant le titre tant convoité de "Prince pour un jour". La reine Huberta et Melchior, malgré les querelles à cause du béguin de ce dernier pour la défunte Zelda, triomphent également dans leur compétition de danse, remportant le premier prix sous les applaudissements du public. Enfin heureux et libérés de toute méchanceté, Arthur et Juliette s'échangent un tendre baiser.

## Fiche technique
- Titre original : The Swan Princess 3: The Mystery of the Enchanted Treasure
- Titre français : Le Cygne et la Princesse 3 : Le Trésor enchanté
- Titre québécois : La Princesse des Cygnes 3 : Et le mystère du trésor enchanté
- Réalisation : Richard Rich
- Scénario : Brian Nissen
- Musique : Lex de Azevedo
- Distribution : Sony Pictures Home Entertainment
- Durée : 71 minutes
- Dates de sortie :  États-Unis : 4 août 1998

## Distribution

### Voix originales
- Michelle Nicastro : Odette
- Brian Nissen : Derek
- Katja Zoch : Zelda
- Paul Masonson : Whizzer
- Donald Sage MacKay : Jean-Bob
- Doug Stone : Speed
- Steve Vinovich : Puffin
- Christy Landers : Queen Uberta
- Joseph Medrano : Rogers
- Owen Miller : Bromley
- Sean Wright : Rothbart

### Voix françaises
- Valérie Karsenti : Juliette
- Bénédicte Lécroart : Juliette (chant)
- Guillaume Lebon : Arthur
- Michel Chevalier : Arthur (chant)
- Roger Carel : le capitaine Anatole
- Patrice Schreider : Anatole (chant)
- Patrick Guillemin : Rapido
- Jacques Haurogné : Rapido (chant)
- Éric Métayer : Aldo
- Michel Barouille : Aldo (chant)
- Brigitte Virtudes : Zelda
- Emmanuel Curtil : Croche-Patte l'oiseau bleu
- Michel Prudhomme : Lord Melchior
- Danièle Hazan : la reine Uberta
- Claude Lombard : Uberta (chant)
- Jean-François Kopf : Barnabé
- Serge Blumenthal : Albéric

## Chansons du film
- Tout va pour le mieux (It Doesn't Get Any Better Than This) - Tous
- Parce que je l'aime (Because I Love Her) - Arthur
- Où est-elle? (She's Gone) - Melchior
- Y a plus rien (Bad Days Ahead) - Zelda
- Du bon côté (The Right Side) - Anatole, Aldo et Rapido
- Parce que je l'aime (Because I Love Her) [Générique de fin] - Arthur